# European Nations Cup 2003-04
La European Nations Cup de la temporada 2003-04 fue la 35° temporada del segundo torneo en importancia de rugby en Europa, luego del Torneo de las Seis Naciones.

## División 1
| Lugar | Selección       | Partidos | Partidos | Partidos  | Partidos | Puntos  | Puntos    | Puntos | Tabla de puntos |
| Lugar | Selección       | Jugados  | Ganados  | Empatados | Perdidos | A favor | En contra | dif.   | Tabla de puntos |
| ----- | --------------- | -------- | -------- | --------- | -------- | ------- | --------- | ------ | --------------- |
| 1     | Portugal        | 10       | 9        | 0         | 1        | 255     | 180       | +75    | 28              |
| 2     | Rumania         | 10       | 8        | 0         | 2        | 320     | 123       | +197   | 26              |
| 3     | Georgia         | 10       | 5        | 1         | 4        | 193     | 148       | +45    | 21              |
| 4     | Rusia           | 9        | 3        | 0         | 6        | 198     | 175       | +23    | 14              |
| 5     | República Checa | 9        | 3        | 0         | 6        | 139     | 263       | −124   | 14              |
| 6     | España          | 10       | 0        | 1         | 9        | 129     | 345       | −216   | 11              |

| Bandera de Portugal |
| Campeón Portugal    |
| Primer título       |

## División 2

### División 2A
| Lugar | Selección    | Partidos | Partidos | Partidos  | Partidos | Puntos  | Puntos    | Puntos | Tabla de puntos |
| Lugar | Selección    | Jugados  | Ganados  | Empatados | Perdidos | A favor | En contra | dif.   | Tabla de puntos |
| ----- | ------------ | -------- | -------- | --------- | -------- | ------- | --------- | ------ | --------------- |
| 1     | Ucrania      | 8        | 7        | 1         | 0        | 200     | 74        | +126   | 23              |
| 2     | Alemania     | 8        | 5        | 1         | 2        | 192     | 90        | +102   | 19              |
| 3     | Países Bajos | 8        | 4        | 1         | 3        | 132     | 131       | +1     | 17              |
| 4     | Portugal     | 8        | 2        | 1         | 5        | 130     | 164       | −34    | 13              |
| 5     | Suecia       | 8        | 0        | 0         | 8        | 52      | 247       | −195   | 8               |

### División 2B
| Lugar | Selección | Partidos | Partidos | Partidos  | Partidos | Puntos  | Puntos    | Puntos | Tabla de puntos |
| Lugar | Selección | Jugados  | Ganados  | Empatados | Perdidos | A favor | En contra | dif.   | Tabla de puntos |
| ----- | --------- | -------- | -------- | --------- | -------- | ------- | --------- | ------ | --------------- |
| 1     | Suiza     | 8        | 5        | 3         | 0        | 145     | 95        | +50    | 21              |
| 2     | Dinamarca | 8        | 3        | 4         | 1        | 102     | 88        | +14    | 18              |
| 3     | Croacia   | 8        | 3        | 1         | 4        | 114     | 95        | +19    | 15              |
| 4     | Eslovenia | 8        | 2        | 1         | 5        | 112     | 150       | −38    | 13              |
| 5     | Bélgica   | 8        | 2        | 1         | 5        | 99      | 144       | −45    | 13              |

## División 3

### División 3A
| Lugar | Selección           | Partidos | Partidos | Partidos  | Partidos | Puntos  | Puntos    | Puntos | Tabla de puntos |
| Lugar | Selección           | Jugados  | Ganados  | Empatados | Perdidos | A favor | En contra | dif.   | Tabla de puntos |
| ----- | ------------------- | -------- | -------- | --------- | -------- | ------- | --------- | ------ | --------------- |
| 1     | Letonia             | 3        | 3        | 0         | 0        | 98      | 23        | +75    | 9               |
| 2     | Moldavia            | 3        | 1        | 1         | 1        | 64      | 71        | −7     | 6               |
| 3     | Hungría             | 3        | 1        | 0         | 2        | 63      | 96        | −33    | 5               |
| 4     | Serbia y Montenegro | 3        | 0        | 1         | 2        | 58      | 93        | −35    | 4               |

### División 3B
| Lugar | Selección            | Partidos | Partidos | Partidos  | Partidos | Puntos  | Puntos    | Puntos | Tabla de puntos |
| Lugar | Selección            | Jugados  | Ganados  | Empatados | Perdidos | A favor | En contra | dif.   | Tabla de puntos |
| ----- | -------------------- | -------- | -------- | --------- | -------- | ------- | --------- | ------ | --------------- |
| 1     | Malta                | 4        | 4        | 0         | 0        | 101     | 54        | +47    | 12              |
| 2     | Lituania             | 4        | 3        | 0         | 1        | 147     | 53        | +94    | 10              |
| 3     | Luxemburgo           | 4        | 2        | 0         | 2        | 58      | 113       | −55    | 8               |
| 4     | Austria              | 4        | 1        | 0         | 3        | 65      | 88        | −23    | 6               |
| 5     | Bosnia y Herzegovina | 4        | 0        | 0         | 4        | 40      | 103       | −63    | 4               |

### División 3C

#### Semifinal
| 5 de junio de 2003 | Israel | 30 - 13 | Noruega |  |  |

| 5 de junio de 2003 | Bulgaria | 42 - 3 | Finlandia |  |  |

#### Tercer puesto
| 7 de junio de 2003 | Finlandia | 20 - 55 | Noruega |  |  |

#### Final
| 7 de junio de 2003 | Israel | 23 - 25 | Bulgaria |  |  |